# 比治山スカイウォーク
比治山スカイウォーク（ひじやまスカイウォーク）は、広島県広島市南区段原にある、歩道橋（動く歩道）。

## 概要
比治山の登山道の一つであり、段原地区の比治山トンネル東側坑口上空を通る、屋根付きの歩道橋。延長約80mの動く歩道、透明な屋根に車椅子も乗車可能なエスカレーターを備える。広島イースト商業棟（広島段原ショッピングセンター、旧・広島サティ）の建物と連結する。
春先には桜の名所である比治山に、ここを通って多くの見物客が訪れる。
1980年代、比治山に博物館建設構想が挙がり、その中で駐車場不足を解消するため、広島イーストの駐車場を利用する案が考えられた。1998年（平成10年）3月、段原地区開発および比治山公園や広島市現代美術館・広島市立まんが図書館への観光客の利便性向上のため、広島市により開通。総工事費17億6千万円、うち5億3千万円は国の補助金で賄われた。
ただ、場所と比治山の施設の関係から平日は特に利用者が少なく、毎年約2千万円かかる維持管理費に対する費用対効果が悪いため、建設当初からその存在意義をめぐって批判された。2000年代初頭には市に対し行政訴訟が行われた。
2010年（平成22年）8月、市における事業仕分け「事務事業見直し等検討委員会」が行われ、出席した委員の満場一致で廃止の意見でまとまった。その後撤去費用をめぐって廃止と存続でゆれ、同年10月の全体会議で7人の有識者のうち5人が存続する方に賛成したため、2011年以降も存続が決定した。

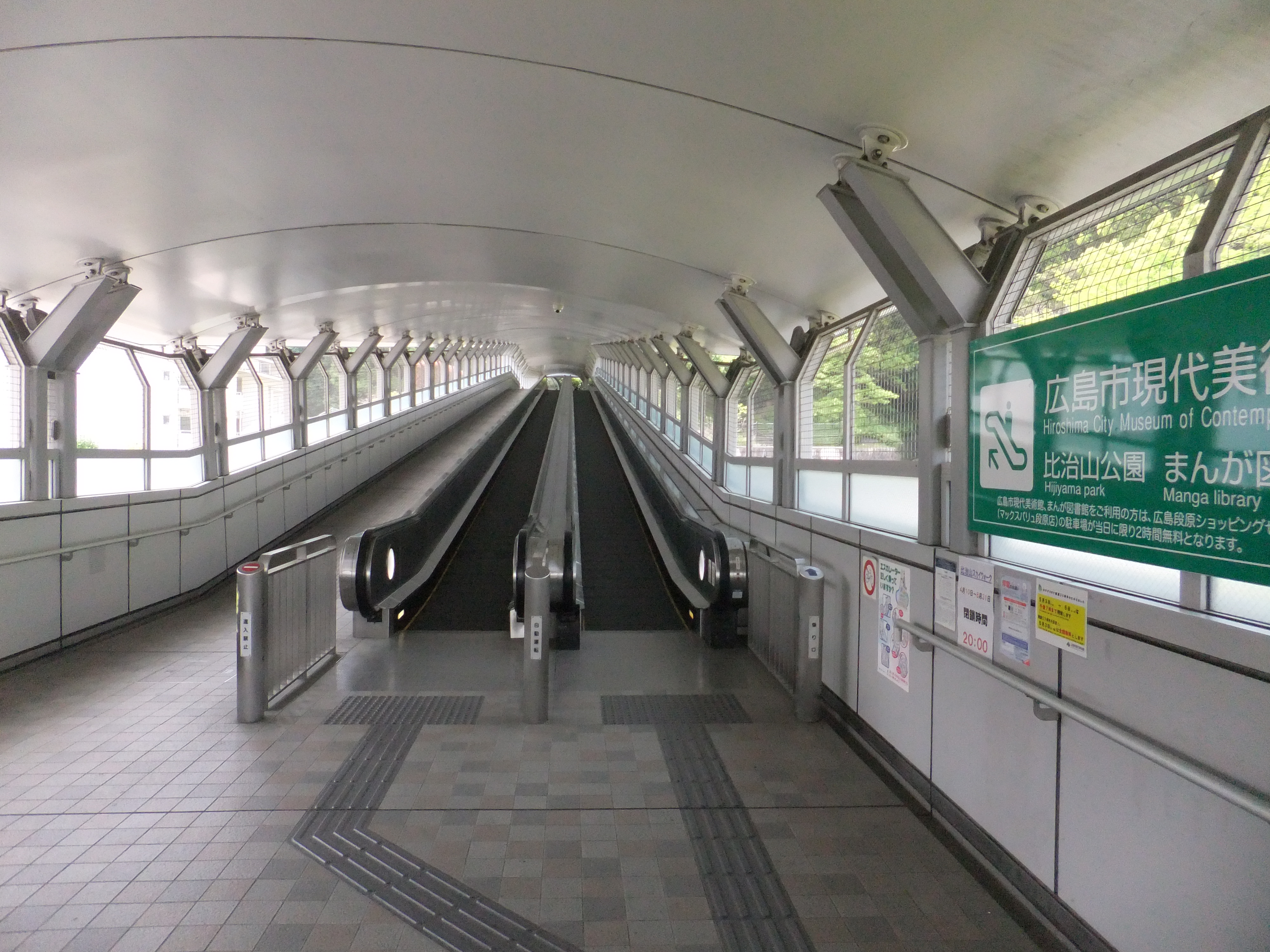
下部は動く歩道になっている
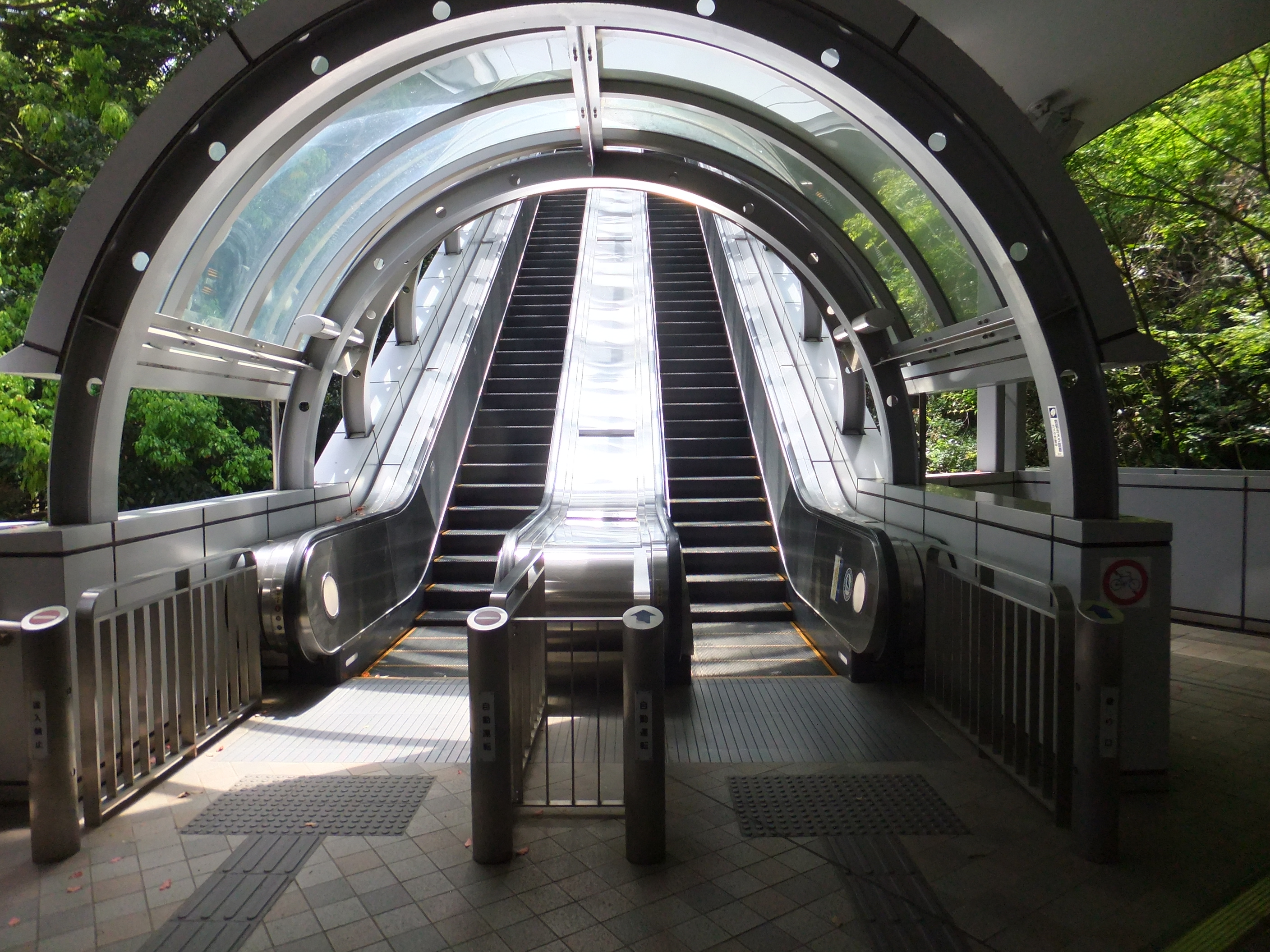
上部はエスカレーターになっている

## 諸元
- 総延長：207.4m（うち動く歩道：77m）
- 高低差：37.5m
- 全幅：7.08m
- 標準断面：4.00-5.88m（有効幅員）×3.39m（屋根全高）
- 設計：八千代エンジニヤリング広島支店
- 施工：砂原組・錦建設JV